# 汪锋
汪锋（1910年12月17日—1998年12月12日），原名王钧治，男，汉族，陕西蓝田人，中国共产黨、中华人民共和国政治人物，原副国级领导人。

## 生平
汪锋早年弃笔从戎，担任蓝田县学联主席、中国工农红军红二十六军代政委等。1935年，代表中共中央赴西安同西北军杨虎城谈判，并达成协议。1936年，担任中共中央西北军特派员、中共陕西省委军事部部长、关中地委书记兼警备区副司令、陕西省工委书记等职位。第二次国共内战期间，担任西北民主联军第三十八军、西北野战军第十九军政委等。
中华人民共和国成立后，他历任中共中央西北局统战部部长、中央统战部副部长、国家民委副主任。1956年，参与西藏问题谈判。1958年，担任中共宁夏回族自治区党委第一书记。1960年任中共中央西北局书记处书记。1961年，兼任中共甘肃省委第一书记。1977年，任中共新疆维吾尔自治区党委第一书记、乌鲁木齐军区政委。1986年，担任第六届全国政协副主席、中共中央顾问委员会委员。